# Auhagen
Auhagen ist eine Gemeinde im Landkreis Schaumburg in Niedersachsen. Die Gemeinde ist Teil der Samtgemeinde Sachsenhagen und besteht aus den Ortsteilen Auhagen und Düdinghausen.

## Geschichte
Frühere Ortsnamen von Auhagen waren in den Jahren 1382 Ouhaghen, 1505 Auhaghen, 1540 Awhagen und 1550 Awehagenn. Das Namenelement „-hagen“, das in diesem Ortsnamen enthalten ist, gehört zu althochdeutsch „hagan“, mittelhochdeutsch „hagen“ und ist eine Weiterbildung des althochdeutschen „-hag“, „-hac“ oder mittelhochdeutschen „hag“ für „Umzäunung, umzäuntes Grundstück, Weideplatz, Hecke“. „-hagen“ kann in Ortsnamen auf einen eingezäunten Raum, Bezirk oder ein eingezäuntes Waldstück Bezug nehmen. Der Ortsnamenteil „Au“ stammt von „Aue“ für „Land am Wasser“.
Während der Hagenkolonisation des 13. Jahrhunderts wurde das an der Sachsenhäger Aue liegende Dorf von der Burg Sachsenhagen aus angelegt. Auhagen befand sich im damaligen Dühlwald und stand unter der Herrschaft der Herzöge von Sachsen-Lauenburg. Zur bis heute weitgehend agrarisch strukturierten Gründungszeile kam später die westlich anschließende Handwerkersiedlung Auf dem Rähden. Auhagen gehörte später zur Grafschaft Schaumburg und ist heute ein Teil der Samtgemeinde Sachsenhagen.
Seit der Teilung der Grafschaft Schaumburg im Jahr 1647 ist die Geschichte Auhagens sehr eng mit der Sachsenhagens verbunden. Von dem Brand, der am 24. Oktober 1619 Sachsenhagen vernichtete, blieb Auhagen verschont. Im Dreißigjährigen Krieg verlor Auhagen seine evangelische Kapelle und wurde zur Pfarrei Bergkirchen eingemeindet. Seit 1990 gehört Auhagen zur evangelischen Kirchengemeinde Sachsenhagen.
Bereits um 1750 soll das Auhäger Pfingstbier, ein dörfliches Familienfest, ins Leben gerufen worden sein.
Das beschauliche Dorf am Rande des Naturparks Steinhuder Meer mit seinen Storchennestern, dem Reiherwald und einer schönen landwirtschaftlich geprägten Umgebung ist heute durch Neubaugebiete in der Siedlung Rähden mit seinem Nachbarort Sachsenhagen auch optisch verwachsen.
Im Jahre 1894 wurde der Männergesangverein Auhagen ins Leben gerufen.
Die Freiwillige Feuerwehr wurde im Jahre 1932 gegründet; 2007 feierte man das 75-jährige Bestehen. Von 1935 bis 1949 bestand der Feuerlöschverband Auhagen, Düdinghausen, Sachsenhagen. Bis zur Gründung einer eigenen Jugendfeuerwehr im Jahr 1998 machten die Jugendlichen in der Jugendfeuerwehr Sachsenhagen mit.
Am 1. März 1974 wurde die Nachbargemeinde Düdinghausen (Telefonvorwahl 05033) eingegliedert.

## Politik

### Gemeinderat
Der Rat der Gemeinde Auhagen setzt sich aus elf Ratsmitgliedern zusammen. Die Ratsmitglieder werden durch eine Kommunalwahl für jeweils fünf Jahre gewählt.
Bei den vergangenen Kommunalwahlen ergaben sich folgende Sitzverteilungen:
| Wahljahr | SPD | CDU | Gesamt   |
| 2021     | 7   | 4   | 11 Sitze |
| 2016     | 7   | 4   | 11 Sitze |
| 2011     | 7   | 4   | 11 Sitze |

Stand: Kommunalwahl am 12. September 2021

### Bürgermeister
Bürgermeister war bis zu seinem Rücktritt im Juni 2024 für mehr als 50 Jahre Kurt Blume (SPD). Er wurde vom Rat auch zum Gemeindedirektor bestellt. Die Gemeindeverwaltung befindet sich Auf den Rähden 21 A.

### Wappen
In Grün über silbernem Wellenbalken eine silberne Eiche.

## Kultur und Sehenswürdigkeiten
- Auhagen gilt noch heute als Musterdorf für die im Mittelalter häufig angelegten Hagenhufen-Siedlungen. Die Straße Vor den Toren verläuft parallel zur Aue. Zwischen Straße und Aue liegt eine Reihe alter Bauernhäuser mit ihren rückwärtigen, hufeisenförmigen und eingehägten Gärten und der Aue als Wasserlieferant. Auf der gegenüberliegenden unbebauten Straßenseite lagen und liegen die zu den Höfen gehörenden Ackerflächen. Die Hägerbauern genossen Sonderrechte und galten als freie Bürger.
- Eine Besonderheit des kleinen Ortes ist die noch vorhandene Schachtanlage am Südhang des Düdinghäuser Bergs. Hier wurde bis 1960 Kohle abgebaut und auf einer Materialseilbahn zum Schacht Lüdersfeld befördert. Der alte Schacht am Düdinghäuser Berg ist zurzeit vom Verfall gezeichnet. Ein Brand setzte dem alten Trafohaus schwer zu. Die Polizei vermutet Brandstiftung. Der Kühlturm wurde von der Witterung komplett zerstört.[14]

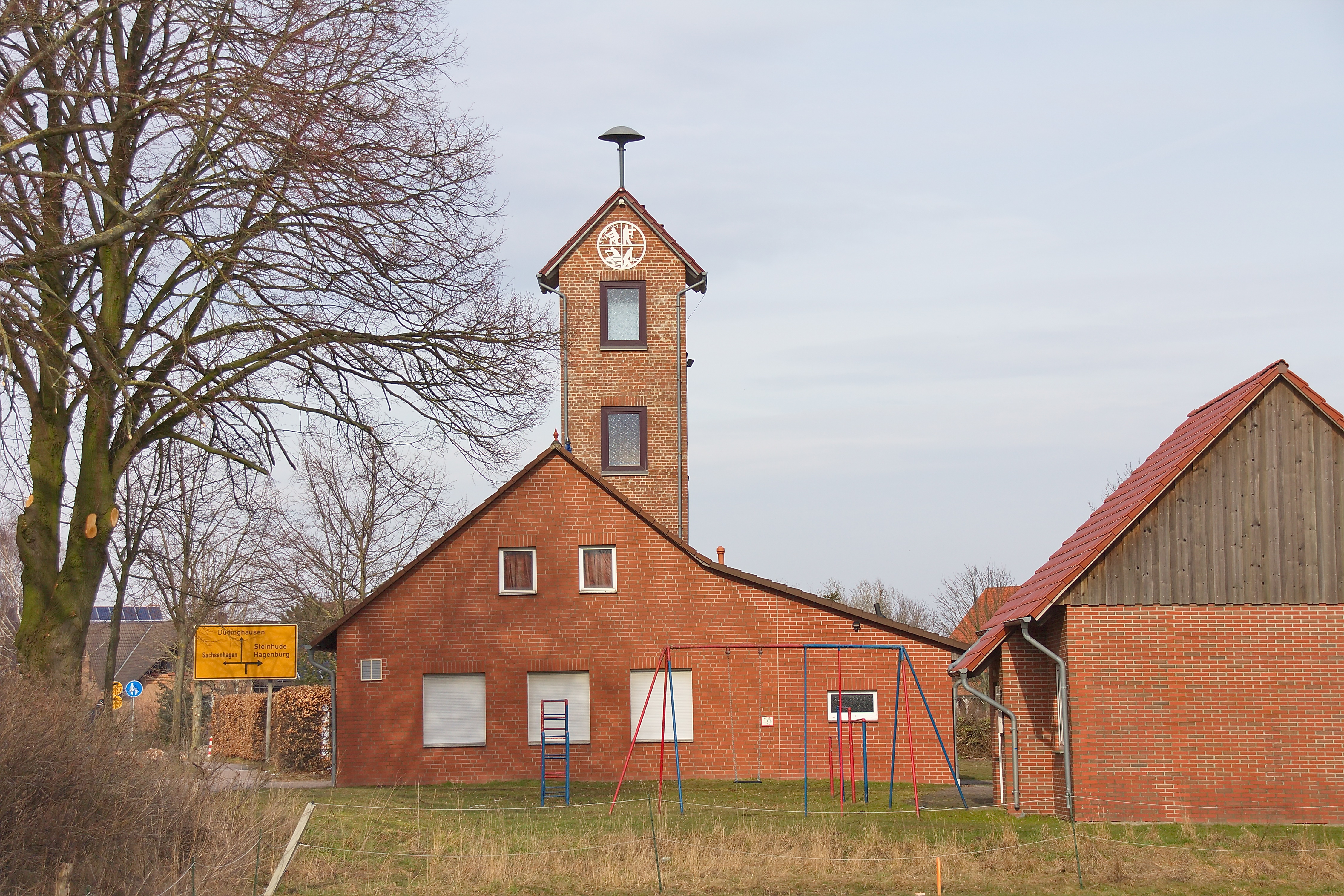
Schlauchturm der Feuerwehr
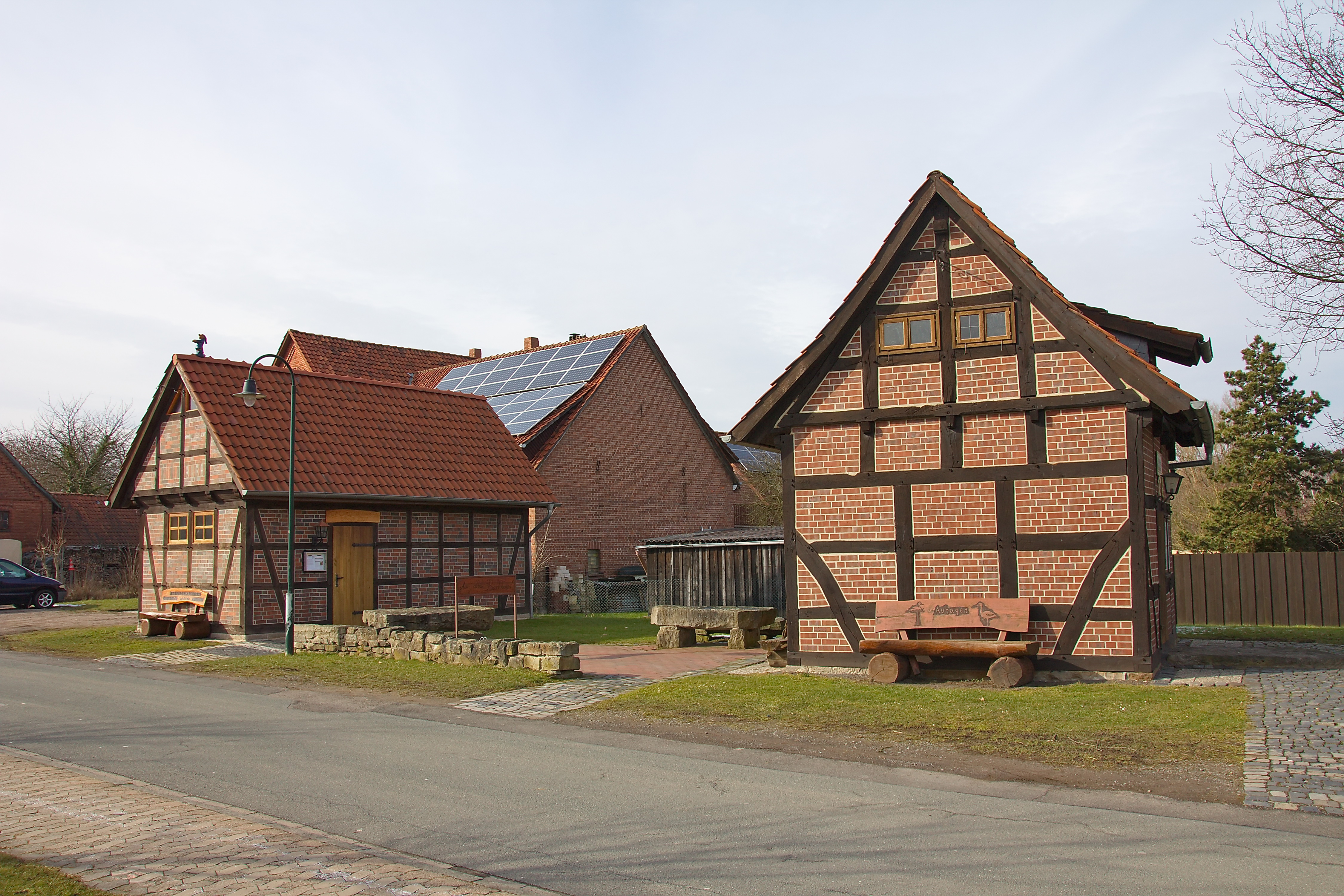
Ortsmittelpunkt mit Backstuben
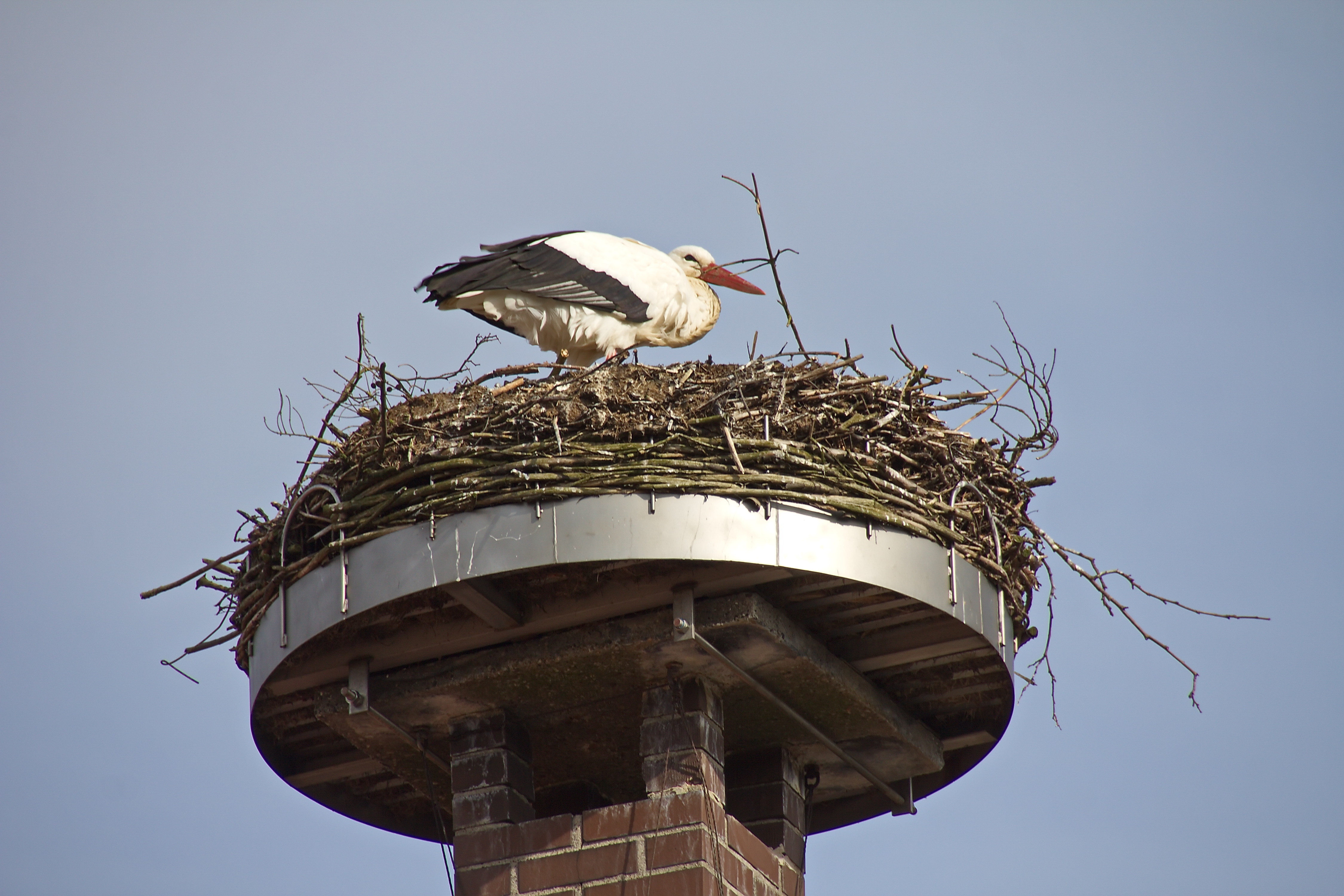
Storchennest an der Straße Am Storchennest
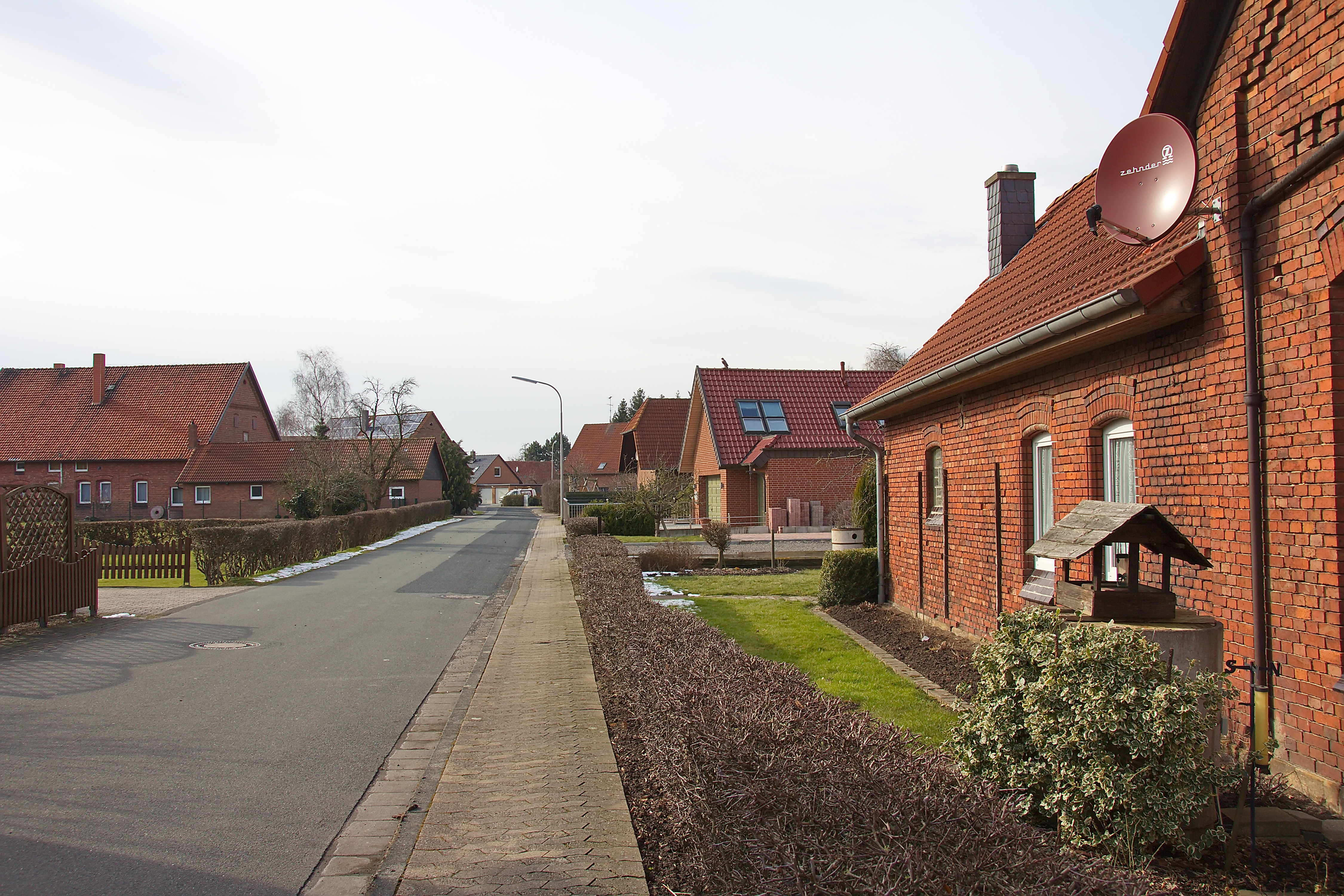
Ortsblick

## Wirtschaft und Infrastruktur
Die Landstraßen-Kreuzung zwischen Auhagen und Hagenburg wird noch heute „Dreiländereck“ genannt, eine Anspielung auf die ehemaligen Grenzen der Grafschaft Schaumburg, zu Hessen-Kassel gehörend, dem Fürstentum und späteren Land Schaumburg-Lippe sowie dem Königreich Hannover. Südöstlich der Kreuzung vereinigen sich die Sachsenhäger und Rodenberger Aue zur Westaue.

## Persönlichkeiten
- Johann Heinrich Wilhelm Hartmann (1806–1881), Bürgermeister und Mitglied des kurhessischen Kommunallandtags